# Enluminure ottomane
 (juillet 2014).

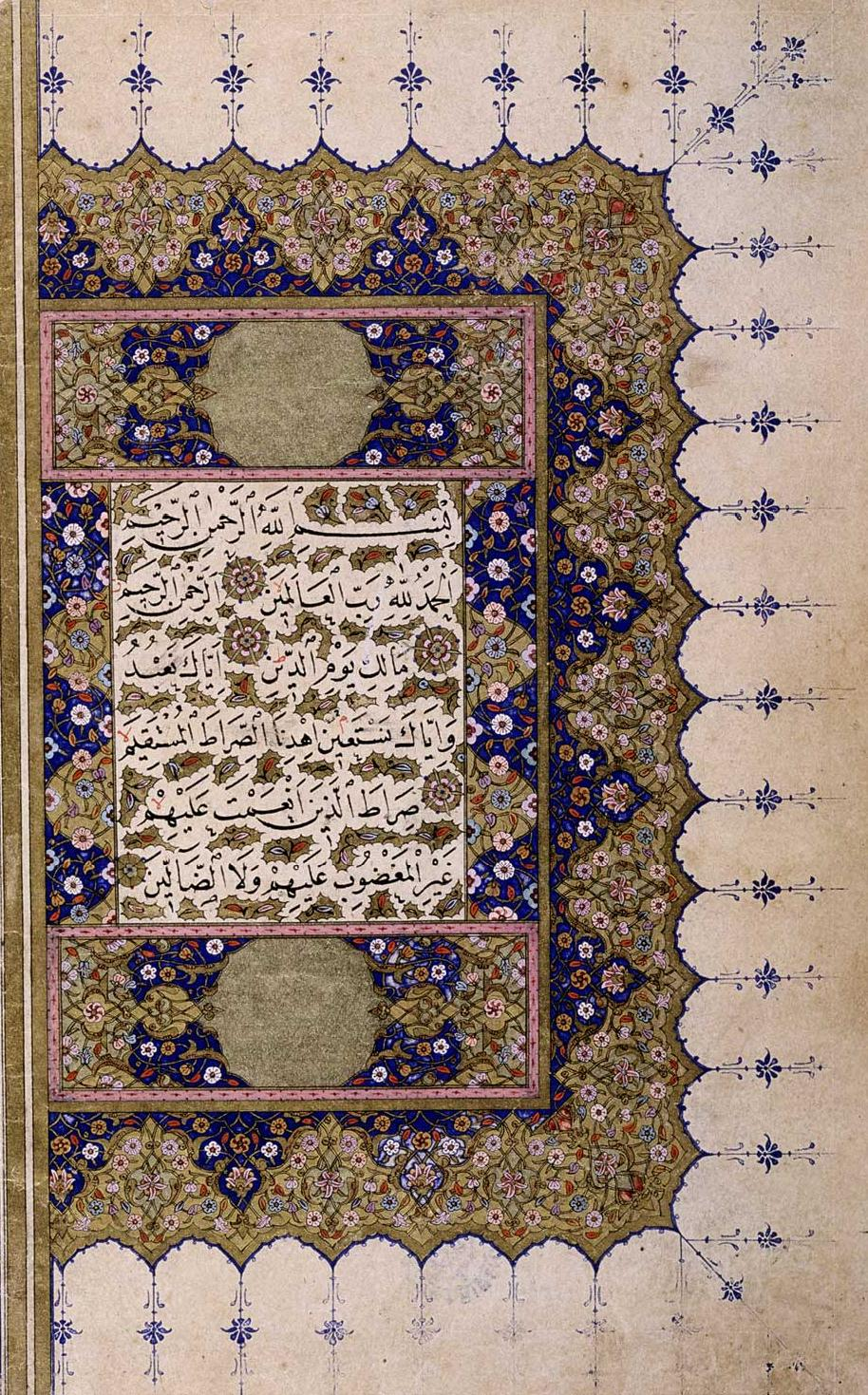
Page d'un Coran du XVIIe siècle

L'enluminure ottomane ou turque couvre l'art non figuratif décoratif peint ou dessiné dans les livres ou sur les feuilles des muraqqa (en) (albums), par opposition aux représentations figurées de la miniature ottomane. En turc elle est appelée tezhip, mot arabe qui signifie « orner d'or ». Elle fait partie de l'ensemble des arts du livre de l'empire ottoman avec la miniature (taswir), la calligraphie (hat), la calligraphie islamique, la reliure (cilt) et le papier marbré (ebru). 

## Caractéristiques
Dans l'empire ottoman, les manuscrits enluminés et illustrés sont commandés par le sultan ou les administrateurs de la cour. Dans le palais de Topkapi, ces manuscrits sont créés par les artistes travaillant dans le nakkashane, l'atelier officiel des miniaturistes et enlumineurs. Tant les livres religieux que les ouvrages non-religieux peuvent être enluminés. De même, les feuilles pour les albums (levha) sont composées de calligraphie enluminées (hat) de tuğra, textes religieux, versets de poèmes ou de proverbes et de dessins purement décoratifs.
Les enluminures sont réalisées soit autour du texte en guise de cadre ou dans le texte lui-même en triangle ou en formes rectangulaires. Il peut y avoir quelques pages tapis dans le livre avec des compositions ornementales couvrant toute la page, sans texte d'accompagnement. Les motifs sont constitués de rumi, saz yolu, penc, hatai, roses, feuilles, feuilles de palmier, fleurs naturalistes, munhani (motif courbe de couleurs dégradées), dragons, simorgh (phénix), çintamani (motif tama dans les livres d'art japonais et chinois).

## Historique
Au XVe siècle, Ahmed b. Hacı Mahmut el-Aksarayi est un célèbre enlumineur qui créé un style unique dans le livre Divan-i-Ahmedi en 1437, avec des motifs floraux multicolores.
Au début du XVIe siècle, les œuvres de Hasan b. Abdullah sont originales pour leur harmonie de couleurs. Dans la seconde moitié du siècle, Bayram b. Dervish, Nakkaş Kara Mehmed Çelebi (Kara Memi) enlumine des livres sur la littérature et l'histoire. Kara Memi apporte une innovation dans la tradition avec ses ornementations florales naturalistes.
L'art de l'enluminure au XVIIe siècle se distingue des exemples précédents en raison de l'utilisation accrue des couleurs. Hâfiz Osman (1642–1698), invente le format calligraphique hilye (en), ou texte décrivant l'apparition de Mahomet, conservés dans des albums ou encadrés comme des images pour accrocher sur les murs. La crise économique et sociale affecte la vie culturelle et moins de manuscrits sont produits durant cette période par rapport au passé.
Au XVIIIe siècle, de nouveaux motifs ornementaux sont introduits. Les motifs floraux sont en trois dimensions. Plus naturalistes, ils portent les influences de l'art occidental. Ali el-Üsküdari reprend le style saz introduit par le peintre Shahkulu au XVIIe siècle. Les styles baroque et rococo, venus d'Occident sont particulièrement influents. Dans la seconde moitié du XVIIIe siècle, des changements sociaux et économiques entrainent des changements dans la vie culturelle ottomane. Lorsque l'imprimerie est finalement largement utilisée au XIXe siècle, la demande de manuscrits enluminés diminue et les artistes produisent principalement des plaques pour l'impression.
Le XIXe siècle connaît une grande variété de styles. Les styles baroque et rococo européens sont connus et adoptés par les enlumineurs ottomans. Ahmed Efendi, Ali Ragip, Rashid, Ahmed Ataullah sont les plus célèbres artistes de l'époque. L'introduction de l'imprimerie, de la peinture sur toile et de la photographie ne fait pas disparaître l'enluminure comme c'est le cas pour la miniature. Les élites au pouvoir dans l'empire ottoman sont en effet désireux de poursuivre la tradition d'enluminer les textes religieux. Ceux-ci prennent la forme de livres (comme les Corans enluminés), mais aussi de plaques destinées à orner et protéger leurs maisons et leurs lieux de travail. 
Au XXe siècle, après la fin de l'empire ottoman, l'intelligentsia de la République turque qui vient de naître est sous l'influence de l'art et de l'esthétique de l'Occident. Les livres d'art ottomans ne sont pas considérés comme de l'art mais comme des objets obsolètes appartenant au passé. La réforme de l'alphabet en 1925 abolit les caractères ottomans arabes et adopte l'alphabet latin pour qu'il soit utilisé par les citoyens de la République. La calligraphie ottomane est alors condamnée à être incompréhensible pour la génération suivante. Comme l'art de l'enluminure turco-ottomane partage un destin commun avec la calligraphie ottomane depuis le début de leur histoire respective, les deux arts traversent une période de crise. Il existe cependant des intellectuels conservateurs qui estiment que tous les livres d'art ottoman sont d'importantes traditions artistiques qui doivent être maintenues en vie et transmises aux générations futures. Suheyl Unver, Rikkat Kunt, Muhsin Demironat, Ismail Hakki Altunbezer et Feyzullah Dayigil jouent un rôle important dans la poursuite de la tradition de l'enluminure d'art ottomane/turque. Avec la fondation de la section arts décoratifs turcs au sein de l'Académie des beaux-arts, de nouvelles générations d'artistes enlumineurs sont formées.
Il existe de nos jours de nombreux artistes qui utilisent les techniques de l'enluminure. Parmi eux, on peut citer Çiçek Derman, Gülnur Duran, Şahin İnalöz, Cahide Keskiner, Ülker Erke, Melek Anter et Münevver Üçer.
« L'art de l'enluminure : Təzhib/Tazhib/ Zarhalkori/Tezhip/ Naqqoshlik » est inscrit sur la liste représentative du patrimoine culturel immatériel de l'humanité par l'UNESCO en décembre 2023.

## Source de la traduction
- (en) Cet article est partiellement ou en totalité issu de l’article de Wikipédia en anglais intitulé « Ottoman illumination » (voir la liste des auteurs).